# Giraglia
Die französische Insel Giraglia (franz. île de la Giraglia) ist nördlich der Insel Korsika am Cap Corse im südlichen Ligurischen Meer gelegen. Die unbewohnte Insel gehört zur korsischen Gemeinde Ersa mit ca. 150 Einwohnern.

## Geografie

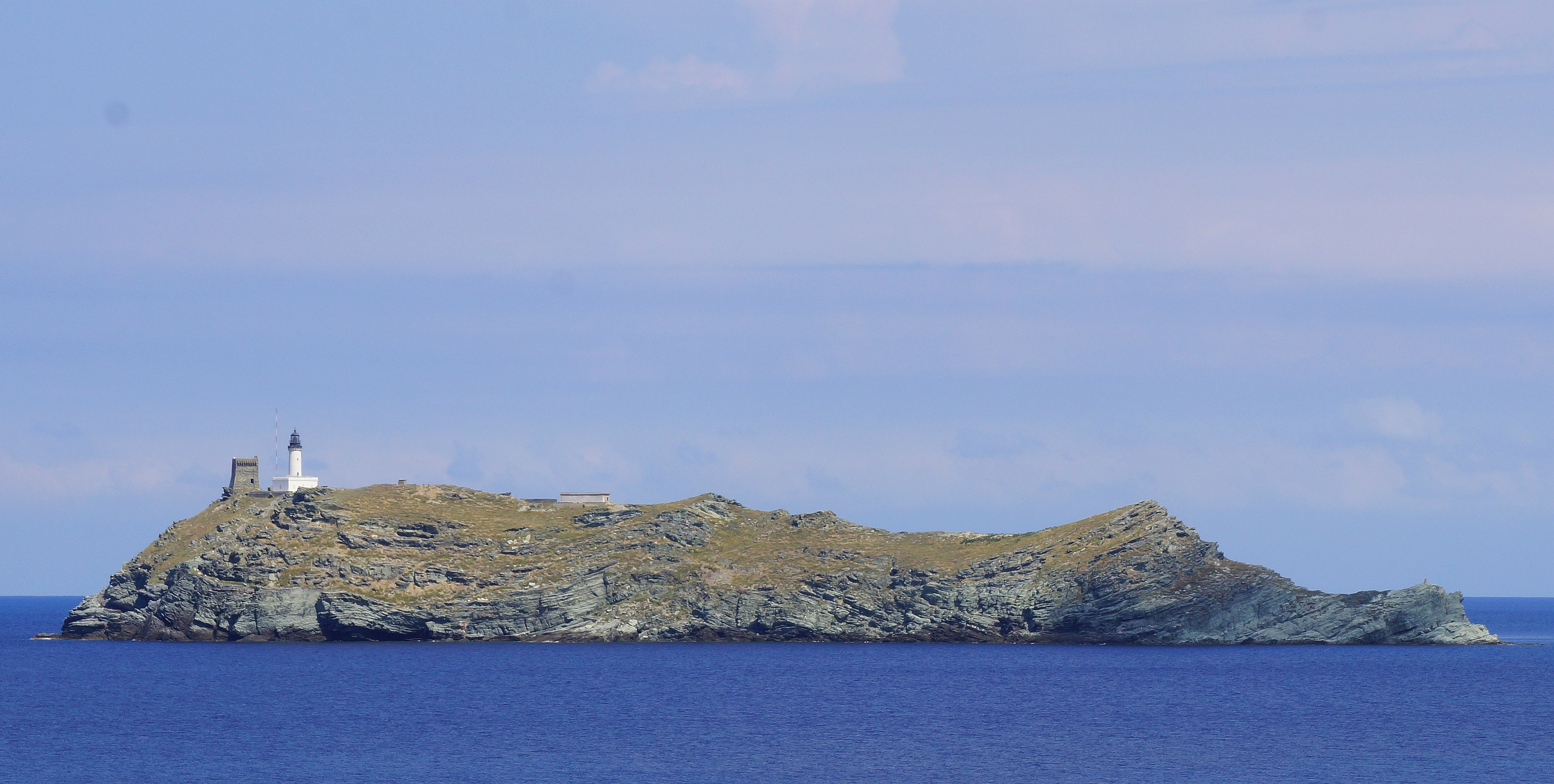
Westansicht der Insel Giraglia (2019)

Die Insel ist dem Cap Corse ca. 1300 Meter vorgelagert und erhebt sich auf metamorphemen Prasinit- und Schiefergestein bis zu einer Höhe von 66 m über Meeresniveau. Die umgebende Meerestiefe beträgt ca. 20 Meter. Die Insel wurde im Jahr 2008 zum geschützten Gebiet „Natura 2000“ mit der Bezeichnung „Îles Finocchiarola, Giraglia, Capense et Cap Corse“ erklärt, womit Fauna und Flora sowie Meerestiere, Reptilien und die Vogelwelt eine Schutzzone erhielten.

## Einwohner
Die Insel ist heute unbewohnt, war aber in vergangenen Jahrhunderten als strategisch wichtig besetzt. Davon zeugen der Genueser Turm von 1585, die Kapellenruine San Pasquale und spätere ehemalige militärische Objekte auf der Insel. Die „Ruines de la chapelle San Pasquale“ befinden sich unmittelbar westlich hinter dem Genueser Turm.

## Genueser Turm

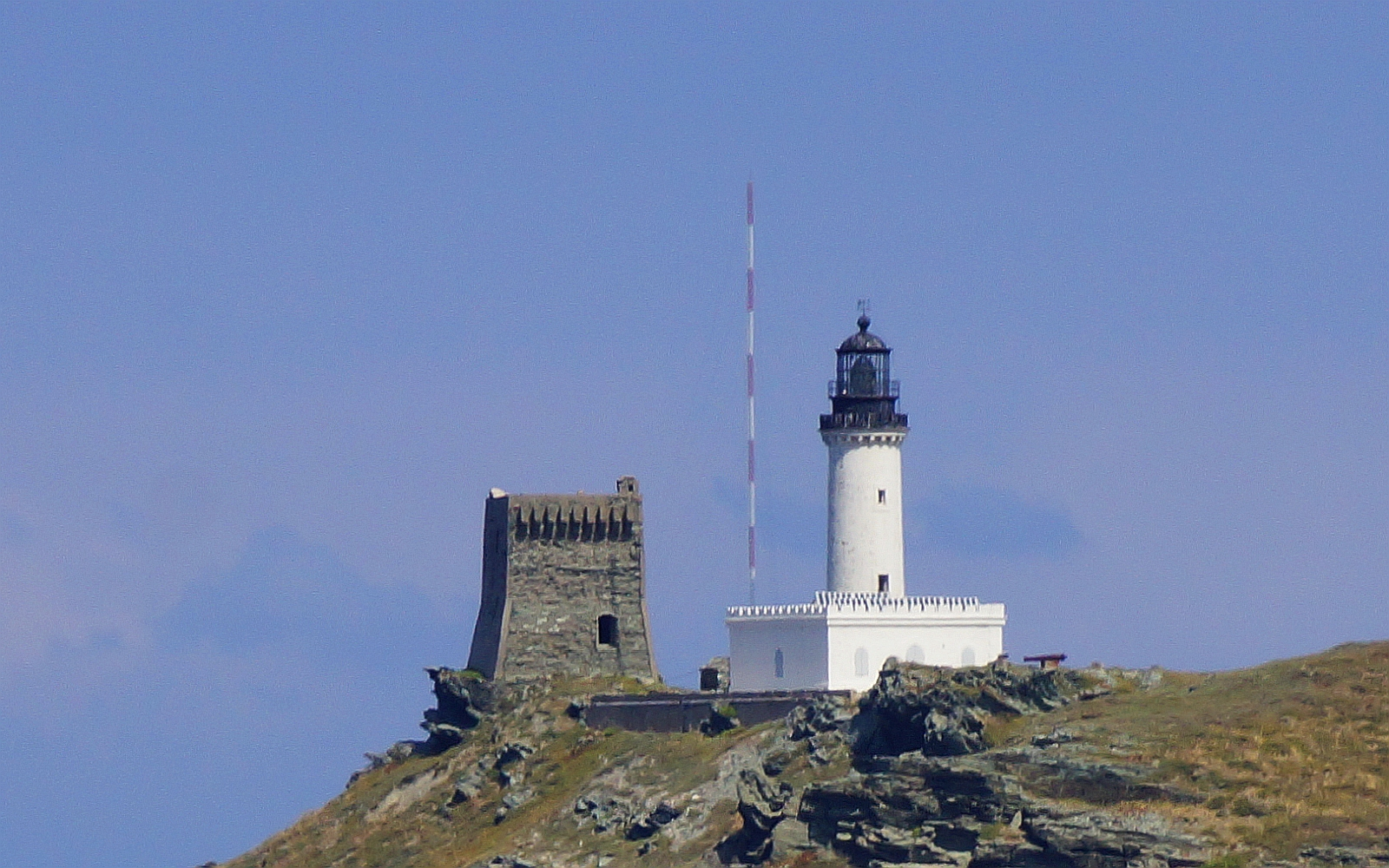
Westansicht des Genueser Turmes und davor des Leuchtturms „Phare de la Giraglia“ (2019)

An der nördlichen Inselspitze erhebt sich ein Genueserturm. Der „Tour génoise de la Giraglia“ sollte bereits ab 1583 unter Führung des Architekten D. Pelo errichtet werden. Die für das 16. Jahrhundert typischen Schwierigkeiten in der Belieferung der Baustelle mit Material und Nahrungsmitteln aus der korsischen Hafenstadt Bastia auf die ca. 50 km entfernte Insel führten zu erheblichen Bauverzögerungen. Aus diesen Gründen erfolgte der Baubeginn und die Fertigstellung des Turms im Jahr 1584.
Die Turmkonstruktion besteht aus drei Etagen und wurde in Abweichung von den übrigen korsischen Genueser Rundtürmen in quadratischer Bauweise aus Natursteinmauerwerk ausgeführt. Die Fassaden sind naturbelassen und nicht verputzt wie der nahe gelegene weiße Leuchtturm. Die Fundamentgründung des Turms liegt auf einer Höhe von etwa 60 m über dem Meer. Die oberste Plattform ist von einem Wehr mit Zinnen geschützt.

## Leuchtturm auf Giraglia
Der heutige „Phare de la Giraglia“ wurde nach einer Planung von Léonce Reynaud im Jahr 1848 fertiggestellt, zuvor gab es seit 1573 ein Leuchtfeuer von der Genoveser Obrigkeit. Der aktuelle Leuchtturm besitzt eine Bauhöhe von 25,8 Metern in der Bauweise eines Rundturms mit Leuchtturm-typischem Balkon und Laterne.

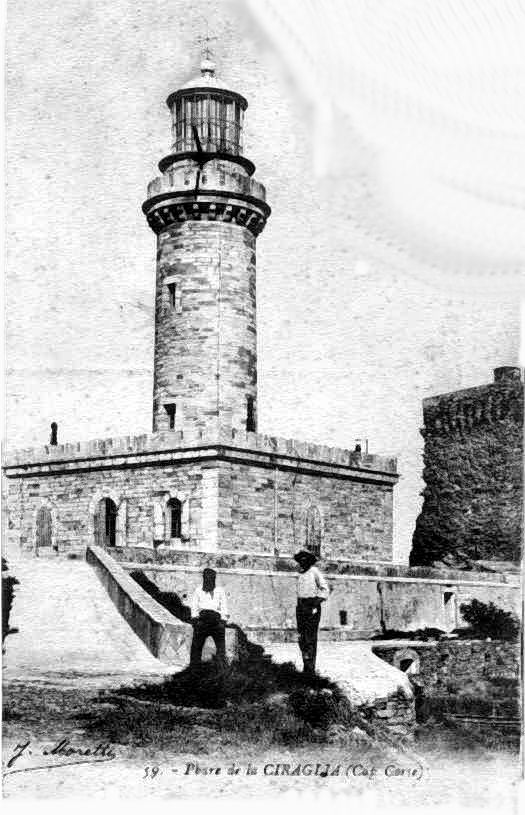
Phare de la Giraglia am Cape Corse um das Jahr 1900

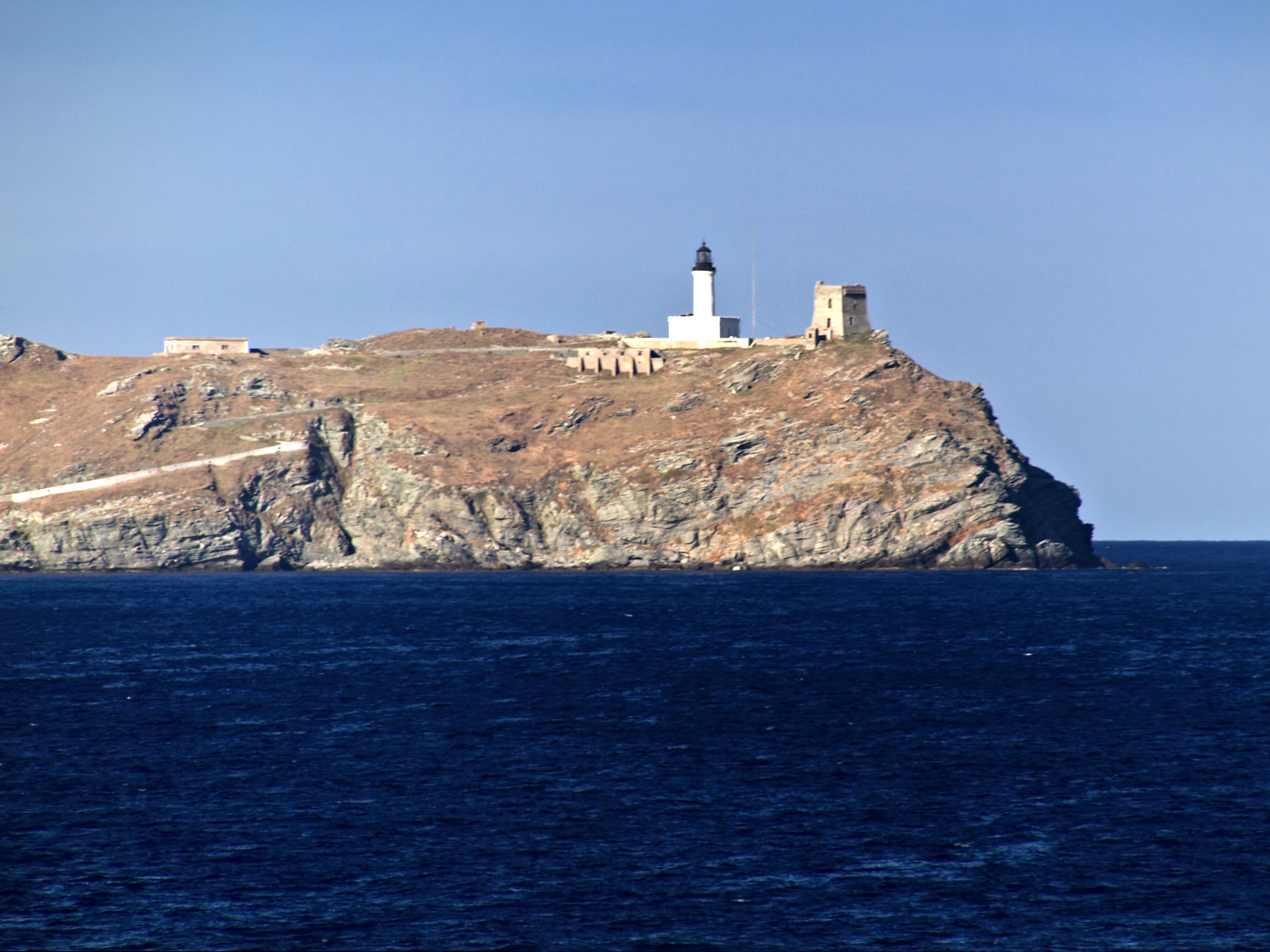
Der Leuchtturm von der Nordostseite der Insel (2007)

Das Leuchtfeuer der Laterne befindet sich ca. 85 m über NN und wurde 100 Jahre lang mit einer großen Leuchte mit Petroleum-Feuer betrieben, was gegenüber einem Ölfeuer für geringere Luftfeuchtigkeit sorgte. 1948 wurde das Leuchtfeuer elektrifiziert und mit einer 1000-Watt-Glühlampe ausgestattet. Inzwischen ist der Turm aufgrund vollautomatischen Leuchtfeuers nicht mehr besetzt.